# Eruttazione
(Omero, Odissea, IX, 479)
L'eruttazione è la produzione di un suono, il rutto, tramite l'emissione d'aria che attraversa il cavo orale, non proveniente dai polmoni attraverso la trachea, come nel caso della voce, bensì dallo stomaco attraverso l'esofago, tipicamente a seguito di processi digestivi.

## Voce esofagea o erigmofonica
In logopedia, l'eruttazione viene chiamata voce erigmofonica quando viene utilizzata per consentire, generalmente ai pazienti laringectomizzati, di parlare sfruttando l'aria dello stomaco invece che quella proveniente dai polmoni.

## Il “ruttino” nella puericultura
Frequentemente il lattante durante la poppata ingerisce insieme al latte dei quantitativi d'aria che formano una bolla nello stomaco che può provocare una sensazione di fastidio. I metodi classici per provocare l'espulsione della bolla d'aria nel lattante sono diversi:
1. appoggiare il bambino in posizione eretta con l'addome appoggiato al proprio torace avendo cura, nel caso di neonati di sostenere la testa e battendo dei colpetti contro la schiena del bambino.
2. appoggiare il bambino in posizione seduta sulle proprie gambe tenendo una mano sul torace del bambino sostenendolo ponendo le dita sotto le sue ascelle e dare dei colpetti sulla schiena del bambino
3. appoggiare il bambino seduto sulle proprie gambe facendo aderire la schiena del bambino al proprio corpo e dando dei leggeri colpetti con due dita all'altezza dello stomaco del bambino.

Spesso i colpetti non sono necessari e l'espulsione dell'aria avviene spontaneamente tenendo il lattante in posizione eretta. È buona norma proteggersi invece con un telo o simili dall'eventuale rigurgito che spesso accompagna l'espulsione dell'aria.
La necessità di far fare il “ruttino” al poppante è controversa, vi sono scuole di pensiero che la ritengono pratica inutile e legata più alla tradizione che ad effettiva necessità.

## Ricadute del termine nel costume
Nella cultura occidentale, il rutto, specialmente a tavola, è considerato sgradevole e sconveniente; probabilmente proprio per questa proibizione alcuni giovani, tipicamente adolescenti, a titolo di provocazione lo producono in forme accentuate, eventualmente con l'ausilio dell'ingestione di birra o di bevande addizionate di anidride carbonica, in grado di rilasciare nello stomaco quantità di gas sufficienti al suo potenziamento.
Fra gli eschimesi, invece, un rutto a fine pasto è segno di apprezzamento per il cibo ricevuto.
Esiste un feticismo chiamato eructofilia, più comune negli uomini. Si verifica quando la principale fonte di eccitazione sessuale maschile è l'odore e il suono del rutto di ragazze o donne. 

## Diverse applicazioni del rutto nella società moderna

### Onomatopea del rutto
Nei fumetti o nel gergo delle chat esistono espressioni tipiche per rendere in forma scritta questo suono, la più diffusa è "burp!" (dall'inglese to burp, ruttare).

### Il rutto come insulto
Il calciatore Paul Gascoigne rispose con un rutto ad un giornalista a Roma.

### Rutti cinematografici
- Famose sono le eruttazioni di Fantozzi nei vari film. Una delle tante è nel film Il secondo tragico Fantozzi dopo aver bevuto diverse casse dell'acqua gassata Bertier al Casinò di Montecarlo.
- Nel film La rivincita dei nerds c'è la sfida di rutti tra Dudley "Caccola" Dawson e Orco. Nel sequel La rivincita dei nerds II "Caccola" riconosce la superiorità del cinese "Moccolo" che emette un rutto più potente del suo.
- Nel doppiaggio italiano del film Balle Spaziali il "canuomo", parodia di Chewbecca della saga di Guerre stellari, si chiama Rutto o col nome completo di Ruttolomeo.
- Nel film Ovosodo, uno dei ricordi del protagonista riguarda un certo "Wyoming", così soprannominato da una delle parole che sapeva pronunciare ruttando.
- Nel film "Texas" uno dei protagonisti si esprime più volte parlando a rutti.
- Nel cartone animato I Simpson, il protagonista Homer e soprattutto il suo amico Barney emettono spesso dei rutti a causa del loro alcolismo.
- Nel cartone animato I Griffin, il protagonista Peter emette diversi rutti in quanto alcolizzato.
- Nel cartone animato Rick and Morty, il protagonista Rick rutta spesso a causa dell'alcolismo.

### Rutti musicali
- Nella canzone dei Litfiba, El Diablo all'inizio si sente un rutto emesso da Piero Pelù proprio come segno del "Diavolo"
- Nella canzone degli Aerosmith,  Eat the Rich, il cantante Steven Tyler chiude il pezzo con un forte rutto, quasi a sottolineare di aver appunto "digerito" il ricco.
- Il brano You Know My Name (Look Up The Number) dei Beatles viene concluso con un rutto da parte di John Lennon.
- Il brano The Entertainer di Scott Joplin nell'esecuzione dei Reverend Horton Heat a chiusura dell'album Liquor in the front (1994) è costellato da una lunga sequenza di rutti.